# 斯卡拉特

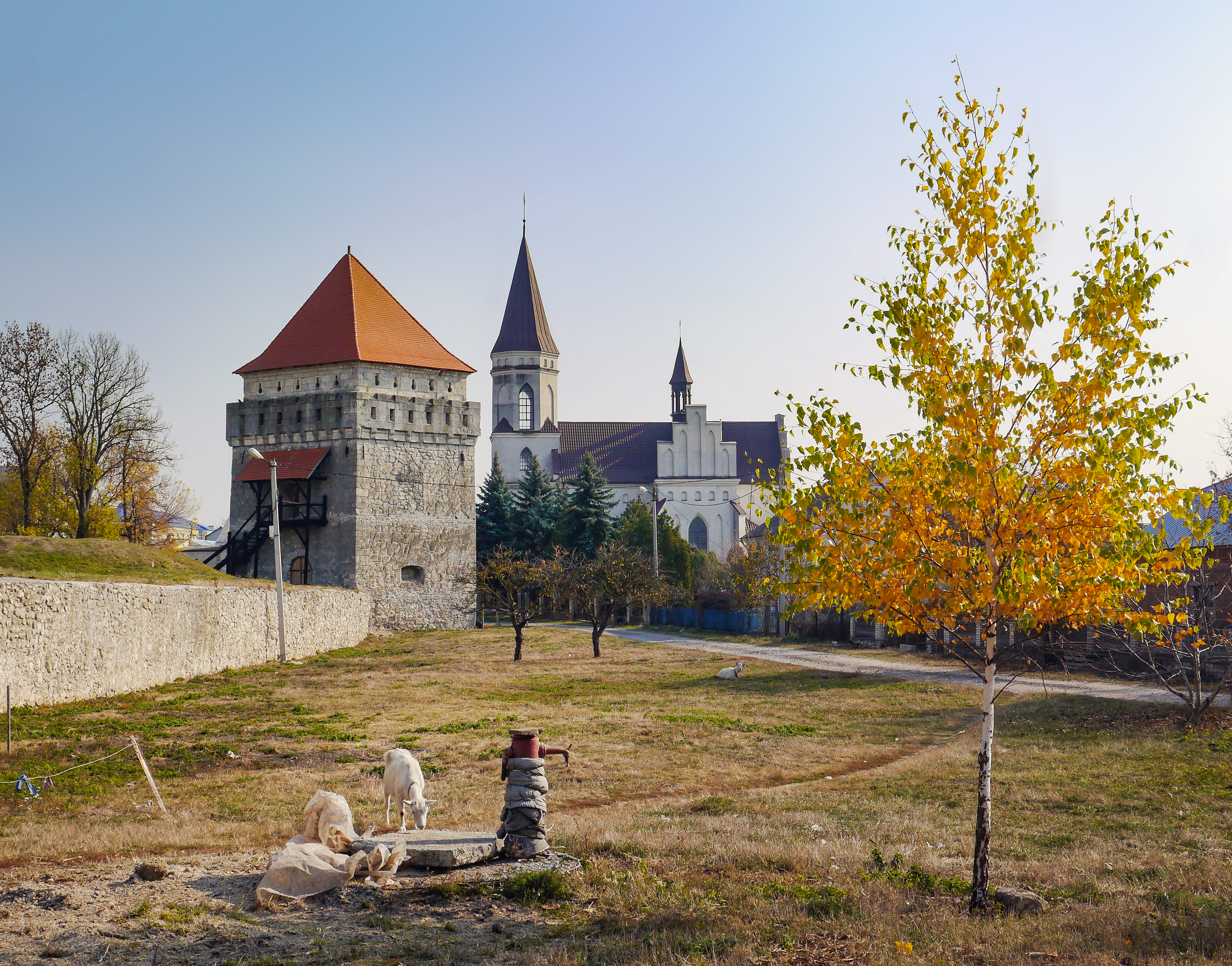
斯卡拉特堡

斯卡拉特 (烏克蘭語：Скалат) 是位於烏克蘭西部的城市，由捷爾諾波爾州捷爾諾波爾區的斯卡拉特市鎮負責管轄。該市距離州府捷爾諾波爾32公里，始建於1512年，面積5.73平方公里，2011年人口3,989。